# Religia în Canada
Religia în Canada cuprinde o gamă largă de grupuri. Totuși Charta canadiană a drepturilor și libertăților îl meționează pe Dumnezeu, iar monarhul poartă numele de “apărătorul sorției”. Dar Canada nu are o religie oficială,pluralismul religios fiind o parte importantă a culturii canadiene.
În 2001, marea majoritate a canadienilor, peste 75%, și-au declarat aderența la Creștinism.
O dată  cu ideologia creștină fiind instalată în cultura canadienilor și viața de zi cu zi,s-a presupus ca întreaga țară a intrat într-o fază `post-creștină`, unde practica religioasă ` s-a mutat la marginea vieții publice`.

## Istoria
Înaintea sosirii europenilor, primele națiuni aveau o credință predominant animistă (sufletele existau și în oameni, copaci, plante, roci). Primii canadieni care s-au stabilit în număr mare pe teritoriul Canadei au fost francezii de rit romano-catolic, incluzând un număr mare de iezuiîi, care s-au străduit in convertirea  băștinașilor, însă cu succes scăzut.
Primele mari comunități protestante  s-au format în Maritimes, după cucerirea lor de către britanici.  Neputând convinge destui imigranți britanici să adere la religia lor,guvernul a hotărât aducerea ( `importarea`) de protestanți din Germania și Elveția pentru a popula regiunea și a echilibra raportul dintre protestanți și romano-catolicii acadieni(2);
Acest grup este cunoscut ca Foreign Protestants(3( protestanți străini));  Acest efort s-a dovedit a fi un succes  și astăzi. Partea de sud a regiunii Noua Scoție (4)(  new scotia), este în majoritate luterană.
Acest obicei a rămas neschimbat după ceBritanicii au cucerit New France în 1759.; Deși planurile inițiale au fost de convertire a romano-catolicilor, majoritari, acestea au fost abandonate în faîa Revoluîiei Americane; Actul de la Quebec din 1774 a recunoscut drepturile Bisericii Romano-Catolice în Canada de Jos ( lower Canada), pentru a menține francezii-canadieni loiali Marii Britanii.
Revoluția Americană a adus un plus major de protestanți în Canada. 
La începutul secolului XIX în Maritimes și Canada superioară, Biserica Anglicană deținea aceiași poziție ca și în Regatul unit al Marii Britanii și Irlanda. Din această cauză s-au iscat conflicte în Canada engleză, populația nefiind Anglicană.
Imigrarea scoțienilor a creat o largă comunitate presbiteriană, și aceștia , precum și alte grupuri religioase cereau drepturi egale. A fost un motiv major în izbucnirea răscoalei din 1837. Odată cu instalarea unui guvern responsabil ,monopolul Anglican a luat sfârsit.
În Canada de jos(inferioară), Biserica Romano-Catolică juca un rol important în cultura și politica  coloniei. Spre deosebire de Canada engleză, naționalismul francezilor canadieni a devenit asociat cu romano-catolicismul. În această perioadă, Biserica Romano-Catolicǎ , din această zonă a devenit una din cele mai reacționare din lume; cunoscută ca Biserica Ultramontanistă, aceasta a adoptat poziții în care condamna toate manifestările liberale 	
În plan politic, cei aliați cu Biserica Romano-Catolicǎ  din Quebec erau cunoscuți ca fiind `les blues` (albaștrii). Aceștia au format o alianță cu susținătorii monarhiști și cei pro-anglicani  din Canada engleză (adesea membrii ai ordinului Orange(portocaliu) care ulterior a fost baza inființării Partidului Conservator.
Partidul Reformist, devenit ulterior Partidul Liberal era compus din cei anti-clerical, cunoscuți ca și `les  rouges` (roșii) și grupuri protestante non-anglicane. În acea vreme, preoții țineau predici enoriașilor  de genul “Le ciel est bleu et l'enfer est rouge.” (cerul e albastru, infernul e roșu).
La finalul secolului XIX, pluralismul protestant a pus stăpânire pe Canada engleză; deși elita era formată din Anglicani, și celelalte grupuri se ridicaseră. Toronto a devenit cea mai mare comunitate  metodistă din lume și a devenit cunoscută ca Roma Metodistă. Școlile și universitățile create în această perioadă reflectă pluralismul prin centrele sale ,unul din aceastea King`s College ,devenită apoi Universitatea din Toronto, a pornit ca o școală confesională.
Tot în această perioadă au avut loc schimbări majore în ceea ce privește imigrarea. Numeroase grupuri de Irlandezi și Sud-Europeni au format noi comunițăti Romano-Catolice. Populația din Est era semnificativă Ortodoxă prin emigranîii din Europa de Est , precum și mormoni și penticostali prin imigranții din Statele Unite.
Dominarea Canadei de către societatea protestantă si Romano-Catolicǎ a continuat până în sec XX. Până în 1960 mari zone din Canada, aveau restricții cu privire la ceea ce se putea face de Ziua Domnului. Elita era dominată de protestanți, evreii și romano-catolicii fiind excluși. Un process de liberalizare a avut loc după al ii-lea război mondial.Fatis, legile creștine au fost eliminate, inclusiv cele privind homosexualitatea. Politicile privind  favorizarea imigrației Creștine au fost de asemenea abolite.
Cea mai radicală schimbare a apărut în Quebec în 1950 când în una dintre cele mai frecvente  zone R-C s-a avut cea mai mare participare a populației în cadrul Bisericii, cărțile interzise de Papă erau extrem de greu de găsit,iar reforma în sistemul școlar era controlată  de Biserică.
În Revoluția Tăcută din 1960,care corespunde cu reformele celui de-al 2-lea Consiliu de la Vatican, s-au produs schimbări incredibile. Deși majoritatea locuitorilor din Quebec sunt romano-catolicii de rit latin, ratele participării la slujbe sunt azi extrem de scăzute,cele mai scăzute din întreaga America de Nord. Avorturile, căsătoriile între personae de același sex sunt mai frecvente în Quebec decât în restul Canadei.
| Provincie/teritoriu      | Creștini  | Atei      | Musulmani | Evrei   | Budiști | Hinduși | Sikhsiști |
| ------------------------ | --------- | --------- | --------- | ------- | ------- | ------- | --------- |
| Alberta                  | 2,099,435 | 694,840   | 49,040    | 11,085  | 33,410  | 15,965  | 23,470    |
| Columbia Britanicǎ       | 2,124,615 | 1,388,300 | 56,220    | 21,230  | 85,540  | 31,500  | 135,310   |
| Manitoba                 | 859,055   | 205,865   | 5,095     | 13,040  | 5,745   | 3,835   | 5,485     |
| New Brunswick            | 657,880   | 57,665    | 1,275     | 670     | 545     | 475     | 90        |
| Newfoundland și Labrador | 493,480   | 12,865    | 630       | 140     | 185     | 405     | 135       |
| Teritoriile Nordice      | 29,645    | 6,600     | 180       | 25      | 155     | 65      | 45        |
| Noua Scoție              | 780,535   | 106,405   | 3,545     | 2,120   | 1,730   | 1,235   | 270       |
| Nunavut                  | 24,855    | 1,655     | 30        | 0       | 15      | 10      | 0         |
| Ontario                  | 8,413,495 | 1,841,290 | 352,530   | 190,795 | 128,320 | 217,555 | 104,785   |
| Insula Prince Edward     | 123,795   | 8,950     | 195       | 55      | 140     | 30      | 0         |
| Quebec                   | 6,432,430 | 413,190   | 108,620   | 89,915  | 41,380  | 24,525  | 8,225     |
| Saskatchewan             | 795,935   | 151,455   | 2,230     | 865     | 3,050   | 1,585   | 500       |
| Yukon                    | 16,660    | 11,015    | 60        | 35      | 130     | 10      | 100       |

## Religiile mixte
Rezultatele recensământului
La recensămantul din 2001, 72% din populația canadei au afirmat că sunt Romano-catolici sau  protestanți. Biserica romano-catolică din Canada e de departe cea mai mare.  Cei care au afirmat că nu aparțin nici unei religii reprezintă 16%.  Totuși, în Columbia Britanică  35% din populație a afirmat că nu aparțin nici unei religii. Mai mult decât răspunsul  protestanților luat împreună. Pentru informații suplimentare despre religia în Canada, vedeți rezultatele recensământului din Canada
| | 2001       | 2001  | 1991       | 1991 | % change (in numbers) |
| Număr | %          | Număr | %          |      | % change (in numbers) |
| Populația totală | 29,639,035 |       | 26,944040  |      | +9.8                  |
| Creștini | 22,851,825 | 77    | 22,503,360 | 83   | +1.5                  |
| - Romano Catolici | 12,793,125 | 43.2  | 12,203,625 | 45.2 | +4.8                  |
| - Protestanți | 8,654,845  | 29.2  | 9,427,675  | 34.9 | -8.2                  |
| - Biserica Unita din Canada | 2,839,125  | 9.6   | 3,093,120  | 11.5 | -8.2                  |
| - Biserica Anglicană din Canada | 2,035,495  | 6.9   | 2,188,110  | 8.1  | -7.0                  |
| - Apostolici | 780,450    | 2.6   | 353,040    | 1.3  | +121.1                |
| - Baptiști | 729,470    | 2.5   | 663,360    | 2.5  | +10.0                 |
| - Luterani | 606,590    | 2.0   | 636,205    | 2.4  | -4.7                  |
| - Protestanti neincluși | 549,205    | 1.9   | 628,945    | 2.3  | -12.7                 |
| - Prezbiterieni | 409,830    | 1.4   | 636,295    | 2.4  | -35.6                 |
| - Creștini Ortodocși | 495,245    | 1.7   | 387,395    | 1.4  | +27.8                 |
| Fără afiliere | 4,900,090  | 16.5  | 3,397,000  | 12.6 | +44.2                 |
| Alții |            |       |            |      |                       |
| - Musulmani | 579,645    | 2.0   | 253,265    | 0.9  | +128.9                |
| - Evrei | 329,990    | 1.1   | 318,185    | 1.2  | +3.7                  |
| - Budiști | 300,345    | 1.0   | 163,415    | 0.6  | +83.8                 |
| - Hinduși | 297,200    | 1.0   | 157,010    | 0.6  | +89.3                 |
| - Sikhiști | 278,415    | 0.9   | 147,440    | 0.5  | +88.8                 |
| ¹ Include persoanele raportate la “creștinism” și “apostolici” ,”creștini născuți din nou” și “Evangheliști”.”. ² Include persoanele raportate doar la “Prezbiteism”.br /> - Comparabil cu anul 1991, datele sunt prezentate în conformitate cu limitele anului 2001. |            |       |            |      |                       |

## Creștinii  în Canada
Majoritatea creștinilor canadieni frecventează Biserica rareori. Trecănd peste observările naționale ale frecvenței religioase precum Proiectul O, o seamă de atitudini globale indică faptul că, în medie, creștinii canadieni sunt mai puțin credincioși ca cei din Statele Unite, dar sunt mai multe religii recunoscute decât perechile de creștini din Marea Britanie sau vestul Europei. În 2002, 30 % din canadieni au răspuns sondajului cercetătorilor Pew că religia e foarte importantă pentru ei. Un sondaj Gallup în 2005 a arătat ca 28% din canadieni consideră religia foarte importantă.(55% din americani și 19% din Britanici au spus la fel ). Diferențele regionale în cadrul Canadei există, oricum, cu Columbia britanică și Quebec care reportează în special niveluri scăzute ale sărbătorilor religioase tradiționale, similar cu împărțirea importantă dintre urban și rural, în timp  ce Alberta și Ontario rural a sesizat rate înalte de prezență religioasă. Ratele pentru prezența săptămânală la biserică sunt contestate, cu estimări mai joase de 11% pentru sondajul de opinie Reid și mai ridicate în jur de25% pentru revista “Creștinismul astăzi”.Această revistă americană a prezentat faptul că cele 3 sondaje de opinie conduse de “Concentrare pe familie”, Timpul Canadei și Institutul Vanier al Familiei au arătat o prezență la biserică în creștere pentru prima dată într-o generație, cu urcări slabe de 25%. Acest nmăr este similar statisticilor prezentate de principalul sociologist Canadian al religiei , Prof. Reginald Bibby de la Universitatea Lethbridge, care a început să studieze tipurile de religii canadiene încă din 1975. Deși mai joase decât  în US, care a arătat o prezență slabă săptămânală la biserică cam de 40 încă de pe timpul celui de-al 2 lea război mondial,  ratele acestei prezențe slabe la biserică sunt mai ridicate decat în nordul Europei. 
Similar marilor biserici romano-catolice, unite și anglicane care împreună numără mai mult de jumătate din populația canadiană ca adepți nominali, Canada mai are de asemeni și grupuri mici de creștini, incluzând și Biserica Ortodoxă. Popuția egipteană în Ontario și Quebec(mai ales Marele Toronto) a înregistrat un influx mare de populație ortodoxă cotă în doar câteva decenii. În mod corelativ marea populație ucraineană a Manitobei și Saskatchewanului a arătat mai mulți credincioși ai Bisericilor catolice și ortodoxe ucrainiene, în timp ce sudul Manitobei a fost colonizat de menoniți. Concentrarea acestor grupuri mici adesea diferă foarte mult de-a lungul țării. Baptiștii sunt în special numeroși în Maritimes. Maritimes și provinciile stepei are un numar important de credincioși luterani. Regiunea de sud al provinciei Ontario are un număr mare de imigranți germani și ruși, inclusiv mulți menoniți și huteriți, la fel și un aport important de refoarmați danezi. Alberta  a înregistrat o imigrație considerabilă din teritoriile americane, creând o minoritate remarcabilă de mormoni  în acea provincie. Biserica lui Iisus Hristos al Sfinților zilelor de pe urmă pretind 178 102 membrii (74,377 dintre aceștia sunt în Alberta) la sfârșitul lui 2007. Și potrivit raportului anual al Martorilor lui Iehova exista 111,963 de membrii activi(membrii care predică active) în Canada.
| Provincii/Teritorii       | Creștini |
| ------------------------- | -------- |
| Newfoundland and Labrador | 97.1%    |
| Nunavut                   | 93.2%    |
| Prince Edward Island      | 92.8%    |
| New Brunswick             | 91.4%    |
| Quebec                    | 90.2%    |
| Nova Scotia               | 86.9%    |
| Saskatchewan              | 82.6%    |
| Teritoriile de nord vest  | 79.9%    |
| Manitoba                  | 77.8%    |
| Canada                    | 77.1%    |
| Ontario                   | 74.5%    |
| Alberta                   | 71.3%    |
| Yukon                     | 58.4%    |
| British Columbia          | 54.9%    |

## Religiile non-creștine
Religiile non-creștine în Canada sunt  puternic concentrate în  orașele metropolitane ( Montreal, Toronto, Vancouver) și la o scară mai redusă în orașele medii ca (Ottawa, Quebec, Halifax). O posibilă excepție o reprezintă Iudaismul  care a fost o minoritate inclusiv și în orașele mici. O mare implicare în răspândirea religiilor non-creștine a avut-o schimbare a trendului imigraților din ultimii 50 de ani. Creșterea numărului de imigranți din Asia, Orientul Mijlociu, Africa a dus la o creștere a comunităților musulmane, budiste , (sikh-iste) și hinduse. Canada e casa și altor minorități religioase mai reduse ca a unitariștilor universali , Bahá'í Faith, chiar și păgâne.

## Islamismul în Canada
Comunitatea islamică în Canada e la fel de veche ca și țara însăși.În 1871, la 4 ani după înființarea statului, la recensământ s-au găsit 13 persoane islamice în cadrul populației. Prima moschee canadiană s-a construit la Edmonton în 1938, acum face parte din Muzeul Fort Edmonton Park. Până la al 2-lea război mondial, musulmanii reprezentau o minoritate distinctă. Abia după 1960 au început să imigreze spre Canada în număr mare. 
Conform recensământului din 2001 populația musulmană reprezenta mai puțin de 2% din totalul populației, iar în 2006 a ajuns la 2.5% . În 2007 CBC a introdus un post de televiziune local  Little Mosque on the Prairie  , iar în 2008 P.M al Canadei a venit la  deschiderea celei mai mari moschee  din Canada , Baitun Nur.

## Sikhismul
Sikhismul este prezent încă din 1897 odată cu sosirea soldaților Sikh la jubileul reginei Victoria. Sikhiții  sunt una din puținele comunităti loiale Regatului Britanic. Ironia e că cele mai mari restricții le aveau imigranții sikhiti, comparative cu chinezii și japonezii. Politicienii canadieni, sindicatele, până și presa nu doreau mâna de lucru asiatică, totuși Columbia britanică avea nevoie de mâna de lucru, astfel împunându-se pe acest plan. 
Din cei aproape 5000 de indienii de est din Canada până în 1907 ,98% erau Sikhiti., majoritatea veterani de război. În 1908 imigrarea Sikhiților a fost interzisă, populația reducându-se treptat.
Cum războiul economic era în desfășurare și creștere, Skhiților li s-au oferit poziții de mare responsabilitate la nivelul serviciului, îmbunătățindu-le abilitățile și simțul intuitiv pentru a reuși în afaceri. Aceștia au dovedit că sunt la fel de talentați ca și competitorii lor europeni. 
După 1960, când legile imigrării s-au liberalizat și prejudecățile rasiste au fost înlăturate, s-a permis  ca numărul de imigranți Sikhiti să crească rapid. Comunități largi Sikhite există în toate orașele mari din Columbia britanică și Ontario. Sikhiții au devenit o parte  integrantă din cultura și economia Canadei.

## Vărsta și religia
Conform recensământului din 2001, religiile majore din Canada au vârste medii . Canada are o vârstă medie de 37,3.
- Prezbiterieni           46.1
- Biserica Unită          44.1
- Anglicani               43.8
- Luterani                43.3
- Evrei                   41.5
- Grecii ortodocși        40.7
- Baptiști                39.3
- Budiști                 38.0
- Romano - Catolici       37.8
- Penticostali            33.5
- Fără religie            31.9
- Hinduși                 30.2
- Sikh                    29.7
- Musulmani               28.1

## Guvernul și religia
Canada nu are o Biserică oficială, și guvernul e de acord cu pluralismul religios. Oricum, în câteva domenii  influența creștină se observa. Crăciunul și Paștele sunt sărbători naționale, în timp ce evreii, musulmanii  și celelalte grupuri religioase li se permite să-și ia liber de sărbătorile lor religioase, chiar dacă nu au parte de aceiași recunoaștere oficială.
Versiunea franceză a imnului `o Canada` conține o referire creștinească prin  “ ducând crucea”.  În unele regiuni ale țării, cumpărăturile de duminică sunt interzise, dar acest fenomen este in diminuare. 
La sfârșitul secolului 20 a avut loc o dispută asupra hainelor religioase, acceptată până la urmă, mai ales privind purtarea turbanelor de către skhiiți..
În 1957 Parlamentul a declarat ziua recunoștinței ca fiind : “ o zi de recunoștință pentru Dumnezeu atotputernicul și pentru bogăția cu care Canada a fost binecuvântată.”, recunoscând existența unui Dumnezeu atotputernic.